# Saint-Rémy-Boscrocourt
Saint-Rémy-Boscrocourt là một xã thuộc tỉnh Seine-Maritime trong vùng Normandie miền bắc nước Pháp.

## Dân số
| 1962                                            | 1968 | 1975 | 1982 | 1990 | 1999 | 2006 |
| ----------------------------------------------- | ---- | ---- | ---- | ---- | ---- | ---- |
| 583                                             | 618  | 641  | 635  | 672  | 694  | 783  |
| Starting in 1962: Population without duplicates |      |      |      |      |      |      |